# Tischofer Höhle
Die Tischofer Höhle ist eine Höhle im Kaisertal des Kaisergebirges. Als Versammlungsort und Waffenversteck für aufständische Einheimische erlangte sie während der Napoleonischen Kriege lokale Bedeutung.

## Beschreibung
Die ungefähr 40 m lange und am Eingang etwa 20 m breite und 8,5 m hohe Höhle wurde in der Steinzeit von Tieren genutzt, wie ausgegrabene Knochenreste belegen. Mit 380 Individuen herrschen Höhlenbärenknochen vor, während Fuchs mit 12, Steinbock mit neun, Wolf mit sechs, Ren mit drei, Höhlenhyäne mit zwei und Höhlenlöwe, Gämse und Murmeltier mit je 1 Individuum vertreten sind. Einige Tiere sind von Menschen erlegt worden. Die Funde von Werkzeugen aus Knochen, sowie eine Lautscher Spitze, die heute im Heimatmuseum auf der Festung Kufstein aufbewahrt werden, wurden auf rund 27.000 bis 28.000 Jahre datiert. Damit stellt die Tischofer Höhle die bislang älteste Fundstelle von Erzeugnissen des anatomisch modernen Menschen (Homo sapiens) in Tirol dar.
2025 wurde bekannt, dass man bei Ausgrabungen mehrere Feuerstein-Artefakte entdeckt habe, die möglicherweise 100.000 Jahre alt sind und – sofern die Datierung korrekt ist – dem Neandertaler zugeschrieben werden können.
Die stark zerwühlte obere, dem frühen 2. Jahrtausend v. Chr. angehörende „Kulturschicht 8“ kann nur beschränkt gedeutet werden. Größtenteils nicht im Verband befindliche Skelettteile von über 30 Personen kamen zum Vorschein, unter denen Kinder und Jugendliche gegenüber erwachsenen Frauen und Männern deutlich überwiegen. Es handelt sich vermutlich um Deponierungen mit Beigaben der frühen Straubinger Kultur (Bronzezeit A 1). In die frühe Bronzezeit (A 1 – A 2) sind Funde einer kupfer- und bronzeverarbeitenden Werkstätte zu datieren. Das in der Höhle verarbeitete Kupfer stammt nach einer Analyse aus der Schwazer Erzzone.
In der östlich der Tischofer Höhle liegenden kleinen Hyänen-Höhle wurden unter einer hohen Sinterschicht neben Feuerspuren grobe Hauskeramik der Straubinger Kultur und die tönerne Winddüse eines Schmelzofens entdeckt.
Die Höhle kann vom Kaiseraufstieg im Kaisertal über einen mit einem Drahtgeländer gesicherten Steig zu Fuß erreicht werden. Sie ist im Tiroler Höhlenkataster mit der Nummer 1312/001 verzeichnet.
Urgeschichtliche Funde aus der Tischofer Höhle sind im Heimatmuseum Kufstein und im Museum St. Johann in Tirol ausgestellt.